# Đảng Dân tộc Cuba
Đảng Dân tộc Cuba (tiếng Tây Ban Nha: Partido Nacional Cubano) là chính đảng ở Cuba. Vào đầu thế kỷ 20, đây là một trong ba chính đảng chủ yếu trên đảo. Đảng này ủng hộ nền độc lập cho Cuba.

## Lịch sử
Đảng này là một trong hai nhóm chính trị (nhóm còn lại là Liên minh Dân tộc Cuba) xuất hiện từ Junta Patriótica ở La Habana vào tháng 3 năm 1899. Đảng được thành lập vào ngày 24 tháng 3 năm 1899, trong một cuộc họp ở La Habana gồm những chủ tịch câu lạc bộ yêu nước và các ủy ban khu phố cũng như cựu thành viên Junta Patriótica. Tại cuộc họp, Enrique Messonier (cựu lãnh đạo theo phái vô chính phủ) đã kêu gọi tổ chức hội nghị nhân dân tại La Habana để bầu ra ủy ban tổ chức công tác của các ủy ban khu phố.
Đồng ý với đề xuất của Messonier, nhóm bèn tổ chức hội nghị vào ngày 26 tháng 3 năm 1899. Hội nghị này đã bầu ra Ban Tổ chức Ủy ban Khu dân cư. Ủy ban này gồm có Carlos de la Torre, Enrique Messioner, Francisco Alonso, Alfredo Zayas, Nicasio Estrada Mora, Gabriel Casuso, J. R. O'Farrill, Miguel Verna, Evelio R. Lendián, Cándido Hoyos, José F. Torralbas, Benito Lagueruela, Eduardo González, Pedro Rodríguez, Ernesto Fernández, Antonio González Pérez, Medina Arango, Luis Febles và Ambrosio Borges.
Đảng Dân tộc Cuba nhanh chóng trở thành một trong những nhóm chính trị quan trọng nhất trong nước vào thời điểm đó. So với các chính đảng đương thời khác, Đảng Dân tộc Cuba có cơ sở giai cấp rộng lớn hơn. Đảng quy tụ toàn thành viên xuất thân từ tầng lớp tư sản tỉnh lẻ, thành phần giai cấp công nhân và người da màu.
Vào tháng 4 năm 1899, Liên minh Dân tộc Cuba sáp nhập vào các ủy ban khu phố thuộc Đảng Dân tộc Cuba. Đến ngày 10 tháng 4, một tuyên bố chung của Ủy ban Tuyên truyền Liên minh Dân tộc Cuba và Ủy ban Tổ chức Đảng Dân tộc Cuba đã chính thức hóa sự sáp nhập này. Tại hội nghị Ủy ban Tổ chức vào ngày 2 tháng 5 năm 1899, đã quyết định cho thành lập các ủy ban đảng địa phương và phân phát lời mời này trên toàn quốc.

### Bầu cử năm 1900
Trong cuộc bầu cử địa phương năm 1900, đảng này đã giành chiến thắng tại thủ đô La Habana. Tiến sĩ Miguel Gener, nhân vật từng được đảng ủng hộ, nay trở thành thị trưởng thành phố. Trước cuộc bầu cử Quốc hội Lập hiến vào tháng 9 năm 1900, hai đối thủ của đảng này là Đảng Liên minh Dân chủ và Đảng Cộng hòa La Habana đã kết thành liên minh chung nhằm đánh bại Đảng Dân tộc Cuba. Tuy nhiên, Đảng Dân tộc Cuba đã giành chiến thắng trong cuộc bầu cử tại La Habana.

### Giải thể
Trong cuộc bầu cử tổng thống năm 1901, Đảng Dân tộc Cuba và Đảng Cộng hòa La Habana đều ủng hộ ứng cử viên Tomás Estrada Palma làm tổng thống và Luis Estévez Romero làm phó tổng thống. Estrada Palma đã thắng cử và riêng ứng cử viên của ông là Bartolomé Masó rút lui để phản đối hoạt động gian lận của bộ máy bầu cử. Sau chiến thắng của Estrada Palma, Đảng Cộng hòa La Habana trở thành đảng cầm quyền trong nước, trong khi Đảng Dân tộc Cuba phải giải thể.